# Bağsaray, Çeltikçi
Bağsaray là một thị trấn thuộc huyện Çeltikçi, tỉnh Burdur, Thổ Nhĩ Kỳ. Dân số thời điểm năm 2010 là 1.748 người.